# MAVE:
MAVE:（メイブ、朝: 메이브）は、韓国の4人組バーチャルガールズグループ。METAVERSEエンターテインメント所属。

## 概要
所属事務所であるMETAVERSEエンターテインメントは、Netmarble F&Cの子会社であり、カカオエンターテインメントが投資に参加して設立された総合メディアコンテンツ制作会社である。
グループ名であるMAVE:は『MAKE NEW WAVE』を意味し、K-POPシーンに新しい波を起こすという決意が表現されている。
ファンダム名はMAZE:（メイズ、朝: 메이즈）。

## 略歴

### 2023年
1月9日、各種公式SNSアカウントを開設し、ロゴモーション映像を公開した。翌日、公式SNSを通じてメンバー4人のビジュアルが初公開された。
1月25日、1stシングルアルバム『PANDORA'S BOX』をリリースしデビュー。
11月30日、1st EP『What's My Name』をリリース。

## メンバー
| 名前               | 誕生日（年齢）   | 不時着場所                      | ポジション                    | 備考     |
| ------------------ | ---------------- | ------------------------------- | ----------------------------- | -------- |
| シウ 시우 SIU      | 3月2日（20歳）   | 大韓民国 済州島                 | メインボーカル リーダー       | [ 注 1 ] |
| ジェナ 제나 ZENA   | 12月25日（20歳） | フランス パリ                   | リードボーカル                | [ 注 2 ] |
| タイラ 타이라 TYRA | 7月25日（19歳）  | アメリカ合衆国 カリフォルニア州 | メインラッパー メインダンサー | [ 注 3 ] |
| マティ 마티 MARTY  | 11月23日（19歳） | インドネシア ジャカルタ         | サブラッパー サブダンサー     | [ 注 4 ] |

## 作品

### シングルアルバム
| No. | タイトル                        | 収録曲                            |
| --- | ------------------------------- | --------------------------------- |
| 1st | PANDORA'S BOX （2023年1月25日） | 1. PANDORA 2. WONDERLAND (IDYPIA) |

### EP
| No. | タイトル                          | 収録曲                                                           |
| --- | --------------------------------- | ---------------------------------------------------------------- |
| 1st | What's My Name （2023年11月30日） | 1. Everyday 2. What's My Name 3. Assemble 4. Milkshake 5. So Fly |

### ミュージックビデオ
| 公開年 | 公開日   | 楽曲           | リンク |
| ------ | -------- | -------------- | ------ |
| 2023年 | 1月25日  | PANDORA        | ▶      |
| 2023年 | 11月30日 | What's My Name | ▶      |